# Giải bóng đá U-18 Quốc gia 2002
Giải bóng đá U-18 Quốc gia 2002, tên gọi chính thức là Giải bóng đá U-18 Quốc gia – Cúp Vinausteel 2002 vì lý do tài trợ, là mùa giải thứ 5 của Giải bóng đá U-18 Quốc gia do Liên đoàn bóng đá Việt Nam (VFF) tổ chức. Vòng chung kết của giải đấu, gồm 8 đội bóng, được tổ chức tại Thành phố Hồ Chí Minh từ ngày 23 tháng 8 đến ngày 2 tháng 9 năm 2002.

## Vòng loại
Các đội tham dự vòng loại được chia thành 6 bảng, chọn đội đứng đầu mỗi bảng lọt vào vòng chung kết cùng với đương kim vô địch Sông Lam Nghệ An và chủ nhà Thành phố Hồ Chí Minh.

### Các đội vượt qua vòng loại
| Câu lạc bộ            | Tư cách vượt qua vòng loại |
| --------------------- | -------------------------- |
| Thành phố Hồ Chí Minh | Chủ nhà                    |
| Sông Lam Nghệ An      | Đương kim vô địch          |
| Thể Công              | Nhất bảng A                |
| Thanh Hóa             | Nhất bảng B                |
| Khánh Hòa             | Nhất bảng C                |
| Tiền Giang            | Nhất bảng D                |
| Vĩnh Long             | Nhất bảng E                |
| Ðồng Tháp             | Nhất bảng F                |

## Địa điểm
Tất cả các trận đấu của vòng chung kết diễn ra tại sân vận động Thống Nhất, Thành phố Hồ Chí Minh.
| Thành phố Hồ Chí Minh   |
| ----------------------- |
| Sân vận động Thống Nhất |
| Sức chứa: 25.000        |
|                         |

## Vòng bảng
Tám đội bóng được chia thành hai bảng, thi đấu vòng tròn một lượt để chọn ra hai đội đứng đầu mỗi bảng lọt vào vòng bán kết. Lễ bốc thăm chia bảng đã diễn ra tại Thành phố Hồ Chí Minh vào ngày 19 tháng 8 năm 2002.

### Bảng A
| VT | Đội                       | ST | T | H | B | BT | BB | HS  | Đ | Giành quyền tham dự     |
| -- | ------------------------- | -- | - | - | - | -- | -- | --- | - | ----------------------- |
| 1  | Thể Công                  | 3  | 2 | 1 | 0 | 4  | 0  | +4  | 7 | Vòng đấu loại trực tiếp |
| 2  | Thành phố Hồ Chí Minh (H) | 3  | 2 | 1 | 0 | 3  | 0  | +3  | 7 | Vòng đấu loại trực tiếp |
| 3  | Khánh Hòa                 | 3  | 1 | 0 | 2 | 5  | 2  | +3  | 3 |                         |
| 4  | Vĩnh Long                 | 3  | 0 | 0 | 3 | 0  | 10 | −10 | 0 |                         |

| Khánh Hòa | 0–1      | Thể Công        |
| --------- | -------- | --------------- |
|           | Chi tiết | Trung Thành 38' |

| Thành phố Hồ Chí Minh  | 2–0      | Vĩnh Long |
| ---------------------- | -------- | --------- |
| - Hoài Nam - Thanh Sơn | Chi tiết |           |

| Vĩnh Long | 0–5      | Khánh Hòa |
| --------- | -------- | --------- |
|           | Chi tiết |           |

| Thành phố Hồ Chí Minh | 0–0      | Thể Công |
| --------------------- | -------- | -------- |
|                       | Chi tiết |          |

| Thể Công                                     | 3–0      | Vĩnh Long |
| -------------------------------------------- | -------- | --------- |
| - Ngọc Tuấn (ph.đ.) - Xuân Thành - Việt Linh | Chi tiết |           |

| Thành phố Hồ Chí Minh | 1–0      | Khánh Hòa |
| --------------------- | -------- | --------- |
| Khắc Tình 31'         | Chi tiết |           |

### Bảng B
| VT | Đội                  | ST | T | H | B | BT | BB | HS | Đ | Giành quyền tham dự     |
| -- | -------------------- | -- | - | - | - | -- | -- | -- | - | ----------------------- |
| 1  | Sông Lam Nghệ An (A) | 3  | 2 | 1 | 0 | 0  | 0  | 0  | 7 | Vòng đấu loại trực tiếp |
| 2  | Đồng Tháp (A)        | 3  | 2 | 0 | 1 | 0  | 0  | 0  | 6 | Vòng đấu loại trực tiếp |
| 3  | Tiền Giang           | 3  | 1 | 0 | 2 | 0  | 0  | 0  | 3 |                         |
| 4  | Thanh Hóa            | 3  | 0 | 1 | 2 | 0  | 0  | 0  | 1 |                         |

| Sông Lam Nghệ An | – | Đồng Tháp |
| ---------------- | - | --------- |
|                  |   |           |

| Thanh Hóa | – | Tiền Giang |
| --------- | - | ---------- |
|           |   |            |

| Đồng Tháp | 4–1      | Thanh Hóa |
| --------- | -------- | --------- |
|           | Chi tiết |           |

| Sông Lam Nghệ An | 3–2      | Tiền Giang |
| ---------------- | -------- | ---------- |
| - 1' - Tiến Hoài | Chi tiết |            |

| Tiền Giang | 0–2      | Đồng Tháp |
| ---------- | -------- | --------- |
|            | Chi tiết |           |

| Thanh Hóa | 5–5      | Sông Lam Nghệ An |
| --------- | -------- | ---------------- |
|           | Chi tiết |                  |

## Vòng đấu loại trực tiếp

### Bán kết
| Thể Công                                                                                              | 1–1 (s.h.p.) | Đồng Tháp                                                                                       |
| --- | ------------ | ----------------------------------------------------------------------------------------------- |
| Ngọc Tuấn 63'                                                                                         | Chi tiết     | Minh Hiệp                                                                                       |
| Loạt sút luân lưu                                                                                     |              |                                                                                                 |
| Phạt đền thành công · Phạt đền thành công · Phạt đền hỏng · Phạt đền thành công · Phạt đền thành công | 4–3          | Phạt đền thành công · Phạt đền thành công · Phạt đền hỏng · Phạt đền hỏng · Phạt đền thành công |

| Thành phố Hồ Chí Minh | 0–1      | Sông Lam Nghệ An                      |
| --------------------- | -------- | ------------------------------------- |
|                       | Chi tiết | - Tiến Hoài H1' - Văn Quyến - Lâm Tấn |

### Chung kết
| Thể Công       | 1–0 (s.h.p.) | Sông Lam Nghệ An |
| -------------- | ------------ | ---------------- |
| Ngọc Tuấn 113' | Chi tiết     |                  |

## Thống kê

### Vô địch
| Vô địch Giải bóng đá U-18 Quốc gia 2002 |
| --------------------------------------- |
| Thể Công Lần thứ 2                      |

### Các giải thưởng
Các giải thưởng dưới đây đã được trao sau khi giải đấu kết thúc:
| Vua phá lưới                      | Cầu thủ xuất sắc nhất             | Thủ môn xuất sắc nhất     | Giải phong cách |
| --------------------------------- | --------------------------------- | ------------------------- | --------------- |
| Phan Tiến Hoài (Sông Lam Nghệ An) | Phan Tiến Hoài (Sông Lam Nghệ An) | Trần Đăng Bình (Thể Công) | Bình Định       |